# Charles Desgrouas
Charles François Grégoire Michel Étienne Desgrouas est un homme politique français né le 9 février 1747 à Bellême (Orne) et mort le 17 avril 1816 à Mortagne-au-Perche (Orne).
Procureur de la commune de Mortagne, il est suppléant à la Convention pour le département de l'Orne. Il est admis à siéger dès le début de la session. Il vote la mort de Louis XVI et siège avec la Montagne. Il est ensuite conservateur des hypothèques à Péronne sous le Premier Empire. Atteint par la loi d'exil de 1816, comme conventionnel régicide, il déclare ne pas pouvoir partir, car il devint aveugle. Emprisonné, il meurt en prison au bout de quelques semaines.

## Sources
- « Charles Desgrouas », dans Adolphe Robert et Gaston Cougny, Dictionnaire des parlementaires français, Edgar Bourloton, 1889-1891 [détail de l’édition]